# Dimos Visaltia
Dimos Visaltia (Visaltia) är en kommun i Grekland.   Den ligger i prefekturen Nomós Serrón och regionen Mellersta Makedonien, i den nordöstra delen av landet, 300 km norr om huvudstaden Aten. Antalet invånare är 23 158. Dimos Visaltia gränsar till Irákleia och Сяр. 